# GONER/WORLD
「GONER/WORLD」（ゴーナー／ワールド）は、MUCCの42枚目のシングル。2021年11月5日にデンジャークルー・レコードから発売された。

## 概要
- 「時限爆弾」以来約2年9ヶ月ぶりの一般流通シングル。
- 1stシングル「娼婦/廃」以来約21年半ぶりとなる両A面シングル。
- 特典映像「Documentary of GONER/WORLD」付きの初回限定盤、通常盤の2タイプでリリースされた。
- 2021年10月3日にSATOち（Dr）が脱退後初の3人体制での作品である。
- YUKKE（B）の誕生日に発売された。
- このシングルの発売日でもある2021年11月5日にオフィシャルYouTubeチャンネルにて表題曲となる「GONER/WORLD」のミュージックビデオが公開された。
- ミュージックビデオやアーティスト写真はメジャーデビューシングル「我、在ルベキ場所」をオマージュしたものである(ミュージックビデオは池袋にて、アーティスト写真は渋谷のスクランブル交差点にて撮影)。また、ミュージックビデオの監督は当時『我、在ルベキ場所』を撮影したモリ★カツ(モリ卍カツ・モリ○カツ)氏である。
- 2021年の春頃には制作されていた。

## 収録曲
CD
1. GONER
作詞・作曲：ミヤ
  - ミヤ曰く、「今の気分をそのまま曲にした感じ」
  - 2021年11月4日開催の『MUCC TOUR 202X 惡-The brightness WORLD is GONER』USEN STUDIO COAST公演朱ゥノ吐VIP会員限定ライヴにて初披露された。
2. WORLD
作詞：逹瑯 作曲：逹瑯・ミヤ
  - 楽曲中のコーラスパートは逹瑯の“お客さんのコーラスを入れたい”というアイデアからSNSで一般より募集された歌声を編集したものである。
  - ミヤが作曲した「WORLD」という曲のAメロとサビ、逹瑯が作曲した「アンセム」という曲のコーラスパートとBメロの全く別の2曲が合わせられてできた。
  - 2021年11月4日開催の『MUCC TOUR 202X 惡-The brightness WORLD is GONER』USEN STUDIO COAST公演朱ゥノ吐VIP会員限定ライヴにて初披露された。
3. XYZ.
作詞・作曲：逹瑯
  - ミヤ曰く、「この体制だからこそ実現したアプローチ」
  - 2021年11月4日開催の『MUCC TOUR 202X 惡-The brightness WORLD is GONER』USEN STUDIO COAST公演朱ゥノ吐VIP会員限定ライヴにて初披露された。

DVD
初回限定盤のみ。
- Documentary of GONER/WORLD